# 심장전도근육섬유
체코의 생리학자 얀 에반겔리스타 푸르키녜의 이름을 딴 심장전도근육섬유(심장자극전도섬유) 또는 푸르키녜 섬유(Purkinje fiber, Czech: [ˈpurkɪɲɛ] ( 듣기); 푸르키네 섬유, 푸르킨예 섬유, 푸르킨예 전도근섬유)는 심장의 심실 안쪽 벽에 위치하며, 심장속막 바로 아래에 심장속막밑(subendocardium)이라고 하는 공간에 있다. 푸르키네 섬유는 전기적으로 흥분 가능한 세포로 구성된 특수 전도성 섬유이다. 푸르키네 섬유의 세포는 더 적은 근원섬유와 많은 미토콘드리아를 가지는 심근세포보다 크기가 크다. 심장의 다른 어떤 세포보다 심장 활동전위를 더 빠르고 효율적으로 전도한다. 푸르키네 섬유는 심장 전기 전도계를 통해 심실이 동시에 수축할 수 있게 하며, 일관된 심장 리듬을 유지하는 데 필수적이다.

## 조직학

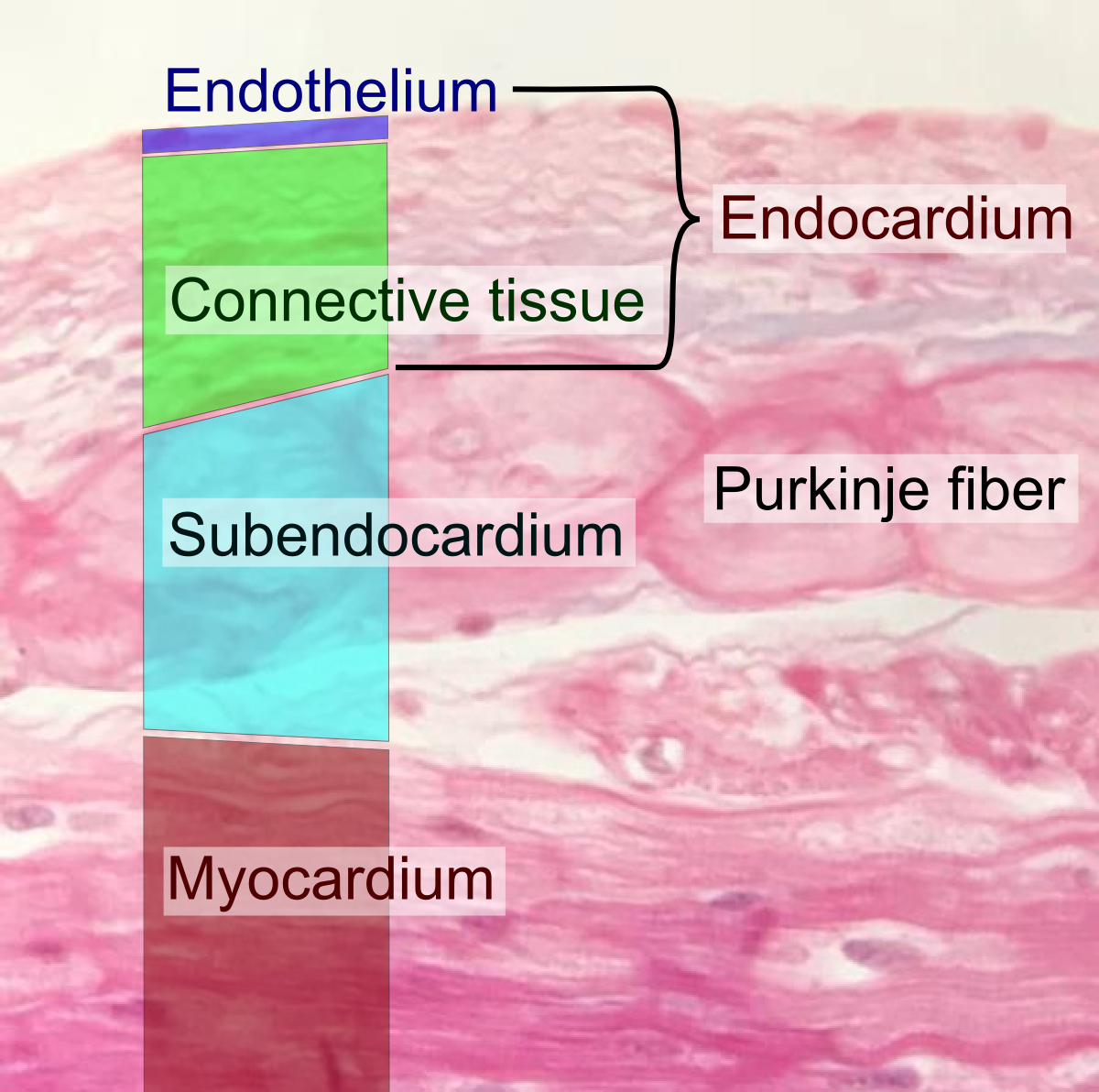
심장속막 바로 아래에 있는 푸르키네 섬유.

푸르키네 섬유는 독특한 심장 말단 기관이다. 조직학적 검사는 푸르키네 섬유가 심실 벽에서 분할되어 있다는 사실을 보여준다. 심방 푸르키네 섬유의 전기적 시작점은 굴심방결절이다.
비정상적인 통로가 없는 경우 푸르키네 섬유는 콜라겐이나 심장 골격에 의해 서로 뚜렷하게 보호된다.
푸르키네 섬유는 자극을 빠르게 전도할 수 있도록 더욱 전문화되어 있다. 푸르키네 섬유의 세포는 많은 수의 빠른 전압 개폐 나트륨 통로와 미토콘드리아를 가지며, 주변 근육 조직보다 근원섬유가 적다. 푸르키네 섬유는 다른 심장 세포보다 상대적으로 적은 수의 근원섬유를 가지고 있기 때문에 주변 근육 세포와 다르게 염색을 흡수한다. 핵 주위에 글리코젠이 존재하면 푸르키네 섬유가 조직 슬라이드에서 이웃한 세포보다 연하고 크게 나타나며, 세로 방향을 따라 배열되어 있다. 종종 핵이 두 개인 이핵세포로 보인다.

## 기능
심박수는 자율신경계 활성 변화에 많은 영향을 받는다. 푸르키네 섬유는 굴심방결절이 손상되어 심박조율기 세포로 작용할 수 없게 되지 않는 한 심박수를 설정하는 데 역할은 알려져 있지 않다. 기본적으로 굴심방결절의 전기 신호에 의해 영향을 받는다.

### 자극 운반
심장주기의 심실 수축 기간 동안, 푸르키네 섬유는 좌심실과 우심방 다발가지에서 심실의 심근으로 수축 신호를 전달한다. 이 신호로 인해 심실의 근육 조직은 수축한다. 심실이 수축하면 우심실에서 폐순환으로, 또는 좌심실에서 온몸순환으로 심장에서 혈액을 내보내는 힘이 만들어진다.

### 박동조율기 대체
푸르키네 섬유는 위쪽의 전도 능력이나 심박 조율 능력이 손상되면 분당 20-40회의 속도로 활동전위를 생성하는 능력도 가지고 있다. 대조적으로, 정상 상태의 굴심방결절 분당 60-100회의 속도로 자극을 발사할 수 있다. 요컨대, 굴심방결절 외의 세포 일부도 활동전위를 생성하지만 굴심방결절보다 그 속도가 느리다. 따라서 굴심방결절 외의 세포가 활동전위 생성하는 기능은 일반적으로 억제되고, 다른 심박조율기 세포가 고장났을 때 최후의 수단으로 사용된다. 푸르키네 섬유가 활동전위를 생성하는 상황을 심실조기수축(PVC)이라고 하며 다른 상황에서는 심실 탈출이 될 수도 있다.

## 어원
푸르키네 섬유는 1839년에 이 섬유를 처음 발견한 체코 과학자 얀 에반겔리스타 푸르키녜(Jan Evangelista Purkyně)의 이름을 따서 명명되었다.

## 같이 보기
- 사람 세포 유형 목록
- 얀 에반겔리스타 푸르키녜
- 푸르키녜 세포
- 심장 전기 전도계